# Ada de Cària
Ada de Cària (grec antic: Ἄδα, Áda) fou filla d'Hecatompos, rei de Cària, i germana de Mausol, Artemísia II, Idrieu i Pixòdar.
Es va casar amb el seu germà Idrieu, successor d'Artemísia el 351 aC i que va morir el 344 aC. A la mort del seu marit va ser proclamada reina però un altre germà, Pixòdar, la va enderrocar el 340 aC. Ada va conservar el poder a l'interior amb seu a la fortalesa d'Alinda.
Mort Pixòdar el 335 aC, el rei Darios III de Pèrsia va donar Cària com a satrapia al gendre de Pixòdar, el noble persa Orontobates. L'any 334 aC Alexandre el Gran va arribar a Cària i va trobar a Ada que dominava la fortalesa d'Alinda, i s'oposava a Orontobates. Ada es va sotmetre a Alexandre i fins i tot el va voler adoptar com a fill. Després d'ocupar Halicarnàs que va defensar Memnó de Rodes durant un any fins a la seva sobtada mort el 333 aC, Alexandre li va donar el govern de Cària que va conservar fins al 326 aC. En parlen Flavi Arrià, Diodor de Sicília, Estrabó i Plutarc.